# 石羊镇 (都江堰市)
石羊镇，是中华人民共和国四川省成都市都江堰市下辖的一个乡镇级行政单位。地处成都市的西北部，镇境南北长约11公里，东西宽约8公里，距成都市区40公里。2019年12月，撤销柳街镇，将其所属行政区域划归石羊镇管辖，石羊镇人民政府驻竹瓦社区9组71号。

## 行政区划
石羊镇下辖以下地区：
三羊社区、红花社区村、卫星社区村、马祖社区村、清水社区村、皂角社区村、金花社区村、天平社区村、竹瓦社区村、书院社区村、同心社区村、广益社区村、丰乐社区村、义和社区村、金羊社区村、宁静社区村、徐渡社区村、古城社区村和风堆社区村。